# Beribilez
 (novembre 2018).
 (novembre 2018).
Beribilez (En voiture) écrit en 1931, est le deuxième et dernier livre de l'écrivain basque Jean Etxepare, dit aussi Jean Etchepare, le « docteur » (1877-1935). L´auteur à l’âge adulte donne une image du Pays basque intéressante tout au long de ce récit de voyage, fait en voiture.

## Résumé
En 1929, Jean Etchepare entreprend avec deux amis un voyage d'une journée en voiture depuis Cambo-les-Bains vers le Pays basque espagnol, afin de visiter le Sanctuaire de Loyola situé à Azpeitia (province de Guipuscoa). L'aller se fait via le col de Roncevaux puis Pampelune, le retour longe la côte basque, Saint-Sébastien, Irun et enfin Cambo.

## Analyse
De par sa formation intellectuelle, Jean Etchepare était confronté à la pensée traditionnelle, dominante à cette époque au Pays Basque du Nord. Durant la confrontation entre l'État et l'Église autour de la laïcisation, Etchepare a choisi une voie indépendante inspirée souvent par la philosophie allemande.
Dans le domaine de la pensée esthétique, la vision du paysage basque est plutôt économiciste dans Beribilez, même si l'appréciation des terres rurales se combine avec un mysticisme poétique. Au sein des beaux-arts, il critique l'enthousiasme théâtral du luxe religieux baroque qu'il voit dans le Sanctuaire de Loyola ; dans l´aspect du savoir-vivre il s'éloigne modérément de l'ascétisme confessionnel traditionnel, donnant dans le texte une place inhabituelle jusqu’alors, aux petits plaisirs des sens (gastronomie, danse…).
Dans le domaine de l'éthique, il critique la croissance urbaine de Donostia-Saint-Sébastien : il proclame la supériorité de la spiritualité laïque sur le matérialisme et la dégénérescence de la haute bourgeoisie. Il prophétise la Seconde Guerre mondiale qui approche, parce qu'il voyait les êtres humains sans respect mutuel. En tant que positiviste, il critique aussi toute croyance irrationnelle. Enfin, il indique qu'à l'âge adulte il s'est aligné sur la philosophie grecque de la mesure.
À propos du Pays Basque, il entend promouvoir la solidarité entre les deux versants basques des Pyrénées, en réinterprétant les avatars de l'Histoire de manière diplomatique. L'attitude envers le Sud-est de filia (terme selon l´imagologie de Daniel-Henri Pageaux). L'écrivain dans ce livre a modéré soigneusement l´expression de sa pensée, car il ne voulait pas que l´ouvrage soit rejeté, comme ce fut le cas avec sa première publication, Buruxkak (Glanes) écrit en 1910.